# مسجد جميك تالواك
مسجد جميك تالواك (بالاندونيسية: Masjid Jamik Taluak Bukittinggi)يعد هذا المسجد من أقدم المساجد في إندونيسيا، ويقع في أجزاء نغاري تالواك الرابع في منطقة بنوهامبو غرب سومطرة، يقع المسجد على مقربة من بلدة بوكيتنغي، لذلك سمي المسجد باسم مسجد جميك تالواك بوكيتنغي.

## التاريخ
بني هذا المسجد من قبل الحاج عبد المجيد عام 1860، كان المسجد في الأصل مصنوعا من ألياف الخشب، وقد عانى المسجد من أضرار كبيرة جراء الزلزال الذي وقع عام 2007 ما أدى إلى تعرضه لاضرار بالغة، وعلى الرغم من أنه تم إصلاحه عدة مرات الا أن المسجد لا يزال يحافظ على أصالته، تأثرت بنية المسجد بالنمط العام في مينانجكاباو، وجاء النفوذ العربي في وقت لاحق والذي جاء ببناء المآذن، والمسجد واحد من المساجد الأكثر جمالا في عهد حكومة جزر الهند الشرقية الهولندية، يستخدم المسجد حاليا للأنشطة الدينية للمسلمين ويستخدم أيضا في طابق واحد كوسيلة للتعليم الديني للمجتمع.

## العمارة

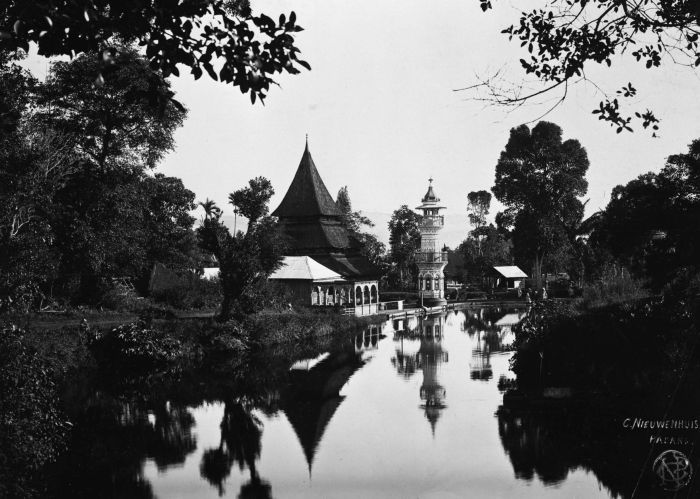
صورة للمسجد التقطت بين أعوام 1892–1922

المبنى الرئيسي المسجد هو قاعة للصلاة مربعة الشكل يبلغ قياسها 13 متر في 13 متر، في الاتجاه الجنوبي الشرقي هناك بهو بمثابة وسيلة للانتقال من الخارج إلى الداخل بطول 13 مترا وعرض 3 أمتار، الشرفة تحتوي على عدد قليل من الجدران والنوافذ، السقف بأكمله بما في ذلك سقف قاعة الصلاة باستثناء سقف المئذنة بني على شكل هرم وهو أمر شائع في المساجد القديمة في الأرخبيل، الفرق الوحيد أن السقف منحدر انحدار كبير مع سطح مقعر، وهو مناسبة للمناخات المدارية لأنه يمكن أن يستنزاف مياه الأمطار للأسفل بسرعة أكبر، السقوف مربعة تتكون من ثلاثة مستويات بين كل مستوى وهناك فجوة للإضاءة أو التهوية .

### المئذنة
تم تجهيز المسجد مع مئذنة بنيت خارج المبنى الرئيسي، والتي تعرف المجتمع المحلي أيضا باسم مناروه، وإن لم يكن من المعروف بالضبط متى بنيت المئذنة، فان الماذن استحدث نفس في أوائل القرن التاسع عشر من قبل عدد من الإصلاحيين الإسلاميين، مئذنة المسجد تتكون من ثلاثة أجزاء، وهناك درج حلزوني، وامتلأت جدران المئذنة بالزخرفات المنقوشة باللغة العربية واللغة الفارسية، وبين كل قسم هناك شرفة تحيط به، الجزء الأول وهو الجزء السفلي مزين ومنقوش باللغة الفارسية، الجزء الثاني شكلت بزينة مزخرفة باللغة العربية، الجزء الثالث أو الجزء العلوي ليس له جدران على شكل قبة أو قبة بصلية على غرار المآذن وسقف المساجد القديمة في الهند .

## المباني الأخرى
داخل المسجد هناك ثلاثة حمامات تسمى باللغة المحلية لوهاك التي تستخدم لأداء الوضوء الذي يسبق الصلاة، وتقع ثلاثة من حمامات هذا المسجد في الواجهة وعلى الجانب الأيمن وفي العمق، بالإضافة إلى ذلك هناك مبنى مسقوف بالقش مثل سقف برج البيت يستخدم كمخزن، مجمع المسجد يرمز إلى الارتباط الوثيق بين الدين والحياة الاجتماعية والاقتصادية للمجتمعات المحلية .

## الصور

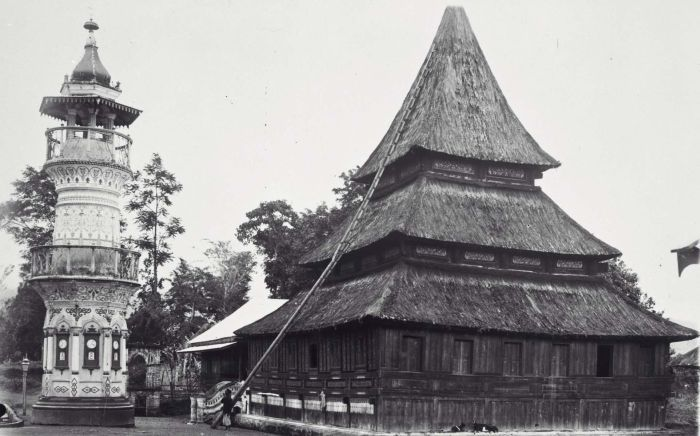
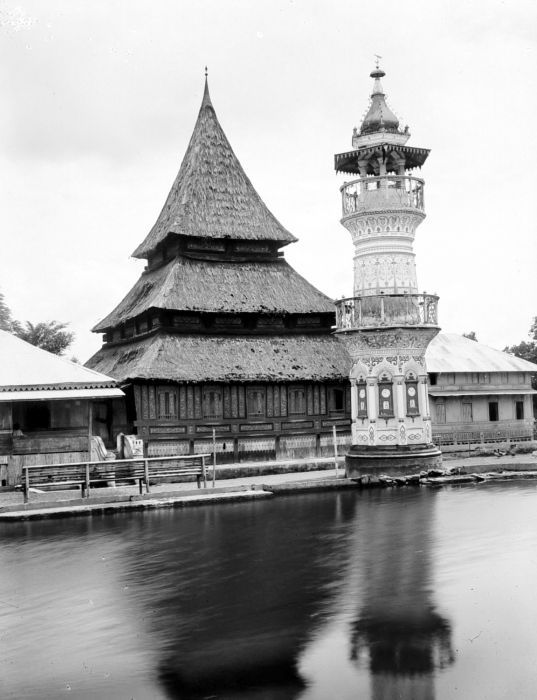
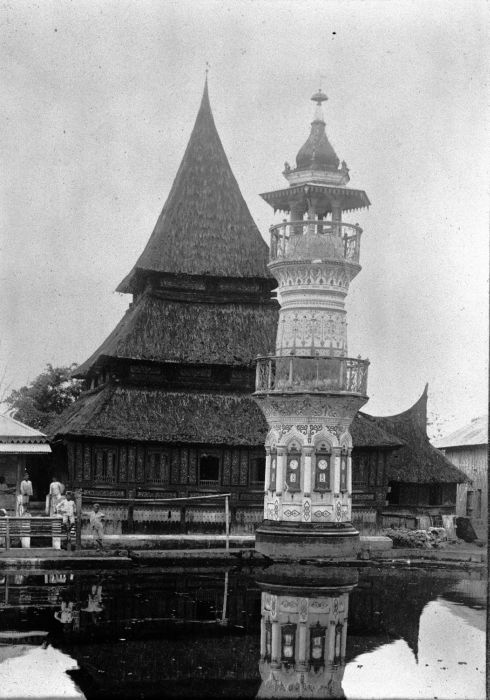
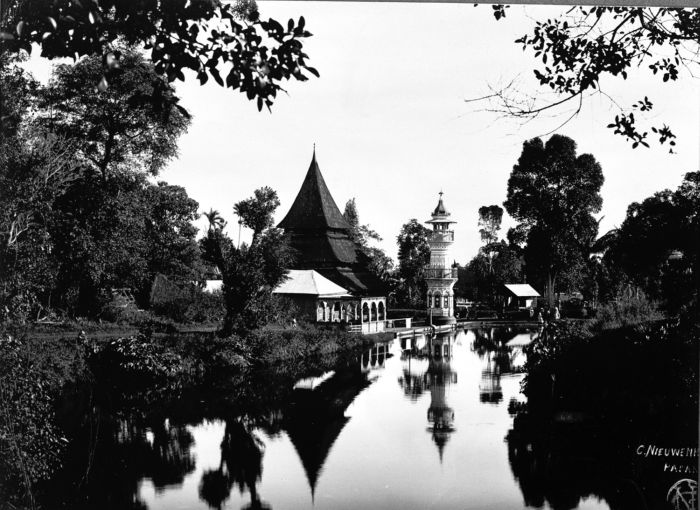
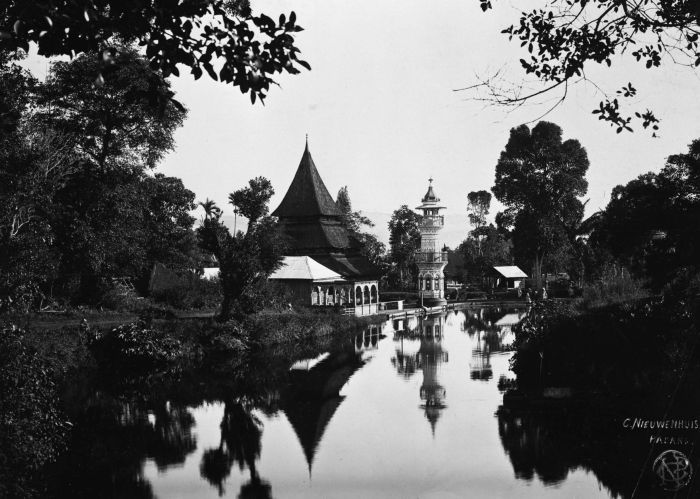
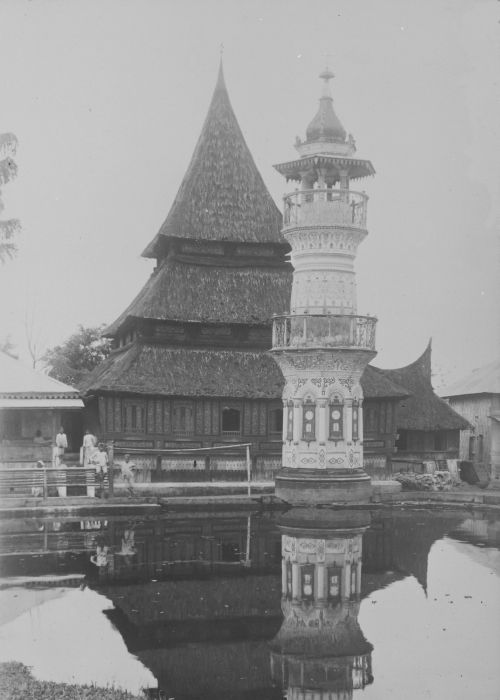